# Pheidole sharpi
Pheidole sharpi är en myrart som beskrevs av Auguste-Henri Forel 1902. Pheidole sharpi ingår i släktet Pheidole och familjen myror.

## Underarter
Arten delas in i följande underarter:
- P. s. hoogwerfi
- P. s. sharpi